# Пьотър Зинченко
Пьотър Иванович Зинченко (на руски: Пётр Ива́нович Зи́нченко) е съветски психолог, представител на Харковската психологическа школа.

## Биография
Роден е през 1903 година в Николаевск, Руска империя. Завършва Харковския институт за народно образование през 1930 г., след което работи в научноизследователските институти и вузове в Харков. Доктор е на педагогическите науки от 1959 г., а от 1960 г. е професор, завеждащ Катедрата по психология и ръководител на психологическата лаборатория на Харковския университет. През 1963 г. основава и оглавява Катедрата по психология в Харковския университет.
Най-големите му постижения са свързани с изучаването на развитието на възрастните, неволевата и волевата памет.
Умира през 1969 година в Харков на 66-годишна възраст.

## Основни публикации
- Проблема непроизвольного запоминания // Научн. записки Харьковский педагогический институт иностранных языков. 1939. Т. 1. С. 145 – 187.
- О забывании и воспроизведении школьных знаний // Научн. записки Харьковского пед. ин-та иностр. языков. 1939. Т. 1. С. 189 – 213.
- Вопросы психологии памяти, в сб.: Психологическая наука в СССР в 2-х тт. Т. 1, – М.: Изд-во АПН РСФСР, 1959. – 599 с.
- Непроизвольное запоминание. – М.: Изд-во АПН РСФСР, 1961. – 562 c. (См. тж. Непроизвольное запоминание и деятельность Архив на оригинала от 2006-10-08 в Wayback Machine., idem Архив на оригинала от 2016-03-04 в Wayback Machine., Хрестоматия по общей психологии. Психология памяти / Ред. Ю. Б. Гиппенрейтер, В. Я. Романов. – М., 1979. С. 207 – 216.)

|  | Тази страница частично или изцяло представлява превод на страницата „Зинченко, Пётр Иванович“ в Уикипедия на руски. Оригиналният текст, както и този превод, са защитени от Лиценза „Криейтив Комънс – Признание – Споделяне на споделеното“, а за съдържание, създадено преди юни 2009 година – от Лиценза за свободна документация на ГНУ. Прегледайте историята на редакциите на оригиналната страница, както и на преводната страница, за да видите списъка на съавторите. ВАЖНО: Този шаблон се отнася единствено до авторските права върху съдържанието на статията. Добавянето му не отменя изискването да се посочват конкретни източници на твърденията, които да бъдат благонадеждни. |